# Ritratto del violoncellista Ricardo Pichot
Ritratto del violoncellista Ricardo Pichot è un dipinto a olio su tela di 61,5 × 49 cm realizzato nel 1920 dal pittore spagnolo Salvador Dalí.
Fa parte di una collezione privata.
Nel dipinto è raffigurato il violoncellista, Ricardo Pichot, allievo di Pablo Casals, membro della  famiglia Pichot; una famiglia di artisti frequentata da Dalí che, come riportato dallo stesso pittore nel suo “Vita segreta”, ebbe un'influenza positiva sulla sua educazione.